# Pave Eutychianus
Eutychian eller Eutychianus, født i Luni i Toscana, var pave fra 4. januar 275 til 7. december 283. Han er kåret til helgen, med festdag den 8. december.
Hans navn betyder den med held (græsk-latin).
Hans gravskrift blev opdaget i Calixtus-katakomberne, men ellers ved man nærmest intet om ham. Selv data om hans tid som biskop er usikre: Liber Pontificalis angiver hans tid med 8 år og 11 måneder, fra 275 til 283. Eusebius af Cæsarea derimod siger, at han kun i 10 måneder har været biskop af Rom.
Der siges, at han har tilladt velsignelsen af vindruer og bønner på alteret og at han har begravet 234 martyrer med sine egne hænder. Nogle historikere er uenige om disse overleveringer, da der efter kejser Aurelians død i 275 ikke blev forfulgt kristne mere, og normalt bliver afgrødernes indvielse tilskrevet en senere periode.